# Lophoruza bella
Lophoruza bella là một loài bướm đêm trong họ Noctuidae.